# Liste der Kulturgüter in Nuglar-St. Pantaleon
Die Liste der Kulturgüter in Nuglar-St. Pantaleon enthält alle Objekte in der Gemeinde Nuglar-St. Pantaleon im Kanton Solothurn, die gemäss der Haager Konvention zum Schutz von Kulturgut bei bewaffneten Konflikten, dem Bundesgesetz vom 20. Juni 2014 über den Schutz der Kulturgüter bei bewaffneten Konflikten sowie der Verordnung vom 29. Oktober 2014 über den Schutz der Kulturgüter bei bewaffneten Konflikten unter Schutz stehen.
Objekte der Kategorie A sind im Gemeindegebiet nicht ausgewiesen, Objekte der Kategorie B sind vollständig in der Liste enthalten, Objekte der Kategorie C fehlen zurzeit (Stand: 1. Januar  2023).

## Kulturgüter
| Foto |                                                                            | Objekt                                          | Kat. | Typ | Standort                                           | Beschreibung |
| ---- | -------------------------------------------------------------------------- | ----------------------------------------------- | ---- | --- | -------------------------------------------------- | ------------ |
| ja   | Datei hochladen · Wikidata zu Katholische Kirche St. Pantaleon (Q29881079) | Katholische Kirche St. Pantaleon KGS-Nr.: 04624 | B    | G   | St. Pantaleon, Kirchstrasse (9) 618997 / 256563    |              |
| ja   | Datei hochladen · Wikidata zu Restaurant Rebstock (Q29881084)              | Restaurant Rebstock KGS-Nr.: 11211              | B    | G   | Nuglar, Ausserdorfstrasse (26) 619040 / 257740     |              |
| ja   | Datei hochladen · Wikidata zu Pfarrhaus (Q29881083)                        | Pfarrhaus KGS-Nr.: 13985                        | B    | G   | St. Pantaleon, Kirchstrasse 15 619046 / 256562     |              |
| ja   | Datei hochladen · Wikidata zu Meierhaus (Bauernhaus) (Q29881082)           | Meierhaus (Bauernhaus) KGS-Nr.: 13986           | B    | G   | St. Pantaleon, Kirchstrasse 26–26b 619023 / 256530 |              |
| BW   | Datei hochladen · Wikidata zu Bauernhaus (Meierhaus) (Q114937319)          | Bauernhaus (Meierhaus) KGS-Nr.: 17041           | B    | G   | Nuglar, Ausserdorfstrasse 20b–22 619049 / 257750   |              |
| ja   | Datei hochladen · Wikidata zu Kapelle St. Wendelin (Q114938071)            | Kapelle St. Wendelin KGS-Nr.: 17042             | B    | G   | Nuglar, Ausserdorfstrasse (43) 619071 / 257719     |              |